# In a Mellow Tone
In a Mellow Tone, także In a Mellotone – utwór jazzowy, skomponowany w roku 1939 przez Duke'a Ellingtona, do którego słowa napisał Milt Gabler. Znajduje się na liście standardów muzyki rozrywkowej i jazzowej. Był odtwarzany na początku audycji radiowej Howarda Sterna.

## Znane wykonania
- The Mills Brothers
- Ella Fitzgerald (1958)
- Lambert, Hendricks, & Ross (1960)
- Paul Gonsalves (1970)
- The Manhattan Transfer (1978)
- Tony Bennett (1999)
- Clare Teal (2004)
- Coleman Hawkins z Eddiem Lockjaw Davisem